# Olle Sandahl
Karl Olof (Olle) Anders Helge Sandahl, född 2 augusti 1950 i Karlstorps församling i Jönköpings län, är en svensk tandläkare och politiker (kristdemokrat). Han var ordinarie riksdagsledamot 2002–2006, invald för Kronobergs läns valkrets.
I riksdagen var Sandahl suppleant i finansutskottet, justitieutskottet, utbildningsutskottet och sammansatta justitie- och socialutskottet.
Han är övertandläkare och specialist i parodontologi från Växjö.[källa behövs]
Olle Sandahl är bror till prästen Dag Sandahl. Han är sedan 1973 gift med Siv Larsson (född 1951).